# Bałtycka Liga Koszykówki Kobiet
Bałtycka Liga Koszykówki Kobiet (oficjalny skrót BWBL) – międzynarodowa żeńska liga koszykarska, powstała w 19 maja 1994 roku. Obecnie występują w niej zespołu z Litwy, Łotwy, Kazachstanu, Ukrainy, Białorusi. W przeszłości występowały te drużyny z Rosji, Finlandii, Szwecji oraz Estonii.
W pierwszym sezonie istnienia ligi (1994/95) do rozgrywek przystąpiło osiem drużyn z pięciu krajów. Do 2000 roku w lidze występowało średnio 8-9 drużyn z 5-6 krajów. Następnie liczba uczestników wzrastała od 10 do 17 zespołów z sześciu krajów. W sezonie 2005/06 osiągnięto najwyższą frekwencję, do rozgrywek przystąpiło 18 drużyn z siedmiu krajów. Od początku istnienia ligi występowały w niej zespoły z dwunastu krajów.

## Finały
| Sezon   | Mistrz              | Wynik  | Wicemistrz                   | Hala                                     | Lokalizacja         | MVP Finałów           |
| ------- | ------------------- | ------ | ---------------------------- | ---------------------------------------- | ------------------- | --------------------- |
| 1994–95 | TEO Kowno           |        | Victoria                     |                                          |                     |                       |
| 1995–96 | Laisvė Kowno        |        | Telekomas Wilno              |                                          |                     |                       |
| 1996–97 | Laisvė Kowno        |        | Telekomas Wilno              |                                          |                     |                       |
| 1997–98 | RTU-Klondaika Ryga  |        | Horizont Mińsk               |                                          |                     |                       |
| 1998–99 | Horizont Mińsk      | 71:58  | Arvi Veritas                 |                                          | Mariampol, Litwa    |                       |
| 1999–00 | Telekomas Wilno     | 73:38  | Arvi Veritas                 |                                          | Wilno, Litwa        |                       |
| 2000–01 | Telekomas Wilno     | 104:75 | TTT Ryga                     |                                          | Ryga, Łotwa         |                       |
| 2001–02 | Telekomas Wilno     | 76:65  | Baltyckaja Zvezda Petersburg |                                          | Wilno, Litwa        |                       |
| 2002–03 | Telekomas Wilno     | 92:51  | Panthers                     |                                          | Helsinki, Finlandia |                       |
| 2003–04 | Telekomas Wilno     | 78:60  | Arvi                         |                                          | Druskieniki, Litwa  |                       |
| 2004–05 | Telekomas Wilno     | 95:64  | Lajsve                       |                                          | Wilno, Litwa        |                       |
| 2005–06 | Telekomas Wilno     | 90:57  | TIM SKUF                     |                                          | Druskieniki, Litwa  | Katie Douglas         |
| 2006–07 | TEO Wilno           | 75:66  | Arvi                         |                                          | Druskieniki, Litwa  |                       |
| 2007–08 | TEO Wilno           | 59:53  | Kieś                         |                                          | Ryga, Łotwa         | Willnett Crockett     |
| 2008–09 | TEO Wilno           | 68:47  | WBC Kieś                     |                                          | Kieś, Łotwa         | Crystal Langhorne     |
| 2009–10 | TEO Wilno           | 70:56  | Lemminkäinen Kłajpeda        |                                          | Kłajpeda, Litwa     | Lindsey Harding       |
| 2010–11 | VIČI-Aistės Kowno   | 85:72  | Spartak Petersburg           | SC A. Sabonisa                           | Kowno, Litwa        | Aušra Bimbaitė        |
| 2011–12 | VIČI-Aistės Kowno   | 79:66  | Horizont Mińsk               | SC Olympia                               | Lida, Białoruś      | Tacciana Lichtarowicz |
| 2012–13 | Olimpia Grodno      | 74:49  | Horizont Mińsk               |                                          | Druskieniki, Litwa  | Maryja Papowa         |
| 2013–14 | BC Kibirkstis-Tiche | 67:57  | Horizont Mińsk               | M. Riomerio universition basketball hall | Wilno, Litwa        | Mantė Kvederavičiūtė  |
| 2014–15 | BC Tsmoki-Mińsk     | 63:55  | TTT Riga                     | Olympic sports arena                     | Ryga, Łotwa         | Wiktoryja Haspier     |
| 2015–16 | Marijampolės Sūduva | 69:57  | BC Tsmoki-Mińsk              | Marijampolės ŽSM krepšinio salė          | Mariampol, Litwa    | Iveta Salkauske       |
| 2016–17 | Dinamo-Farm Kursk   | 70–42  | FCR Media/Rapla              |                                          | Druskieniki, Litwa  | Jekatierina Polaszowa |
| 2017–18 | Inventa-Farm Kursk  | 65–54  | FCR Media/Rapla              |                                          | Druskieniki, Litwa  | Jewgenia Frolkina     |

## Nagrody
(Do uzupełnienia)
| MVP Sezonu | MVP Sezonu        | MVP Sezonu            | MVP Sezonu |
| Sezon      | Zawodniczka       | Klub                  |            |
| ---------- | ----------------- | --------------------- | ---------- |
| 2017–2018  | Wiktoryja Haspier | Tsmoki-Mińsk          |            |
| 2016–2017  | Laura Svarytė     | Sūduva Marijampolė    |            |
| 2015–2016  | Alina Jahupowa    | Okzhetpes             |            |
| 2012–2013  | Miriam Uro-Nile   | Tim-Scuf Kijów        |            |
| 2010–2011  | Ala Murauskaja    | Berezina-RCOR Borisow |            |